# グレイス・アンダー・プレッシャー (ジョン・スコフィールドのアルバム)
『グレイス・アンダー・プレッシャー』（Grace Under Pressure）は、アメリカ合衆国のジャズ・ギタリスト、ジョン・スコフィールドが1992年に発表したスタジオ・アルバム。

## 背景
スコフィールドとビル・フリゼールのツイン・ギター編成により録音されたアルバムで、両名は過去にもマーク・ジョンソンのリーダー・アルバム『Bass Desires』（1985年）で共演している。日本初回盤CD (TOCP-5705)には、ジャズ・ギタリストの布川俊樹によるライナーノーツと、タイトル曲のギター・ソロの一部を採譜した奏法比較が付属している。

## 反響・評価
アメリカでは『ビルボード』のジャズ・アルバム・チャートで8位に達した。
スコット・ヤナウはオールミュージックにおいて5点満点中4点を付け「10曲ともスコフィールドのオリジナル曲だが、フリゼールは多彩なサウンドとエキセントリックなソロによって、しばしば完全に主役を食っている」と評している。また、Bill Kohlhaaseは1992年5月31日付の『ロサンゼルス・タイムズ』紙で4点満点中3.5点を付け「驚くほど温かみのある会合」「この先進的なデュオから予想される曲よりも、ずっとリラックスしており計算されている」と評している。

## トラック・リスト
全曲ともジョン・スコフィールド作曲。
| #   | タイトル                                                    | 作詞 | 作曲・編曲 | 時間 |
| --- | ----------------------------------------------------------- | ---- | ---------- | ---- |
| 1.  | 「ユー・ベット - You Bet」                                  |      |            | 5:39 |
| 2.  | 「グレイス・アンダー・プレッシャー - Grace Under Pressure」 |      |            | 8:27 |
| 3.  | 「オネスト・アイ・ドゥ - Honest I Do」                      |      |            | 4:28 |
| 4.  | 「シーンズ・フロム・ア・マリッジ - Scenes from a Marriage」 |      |            | 8:52 |
| 5.  | 「トワング - Twang」                                        |      |            | 6:15 |
| 6.  | 「パット・ミー - Pat Me」                                   |      |            | 6:00 |
| 7.  | 「プリティ・アウト - Pretty Out」                           |      |            | 6:12 |
| 8.  | 「ビル・ミー - Bill Me」                                    |      |            | 8:43 |
| 9.  | 「セイム・アクス - Same Axe」                               |      |            | 3:04 |
| 10. | 「ユニーク・ニューヨーク - Unique New York」                |      |            | 5:00 |

## パーソネル
- ジョン・スコフィールド - エレクトリック・ギター
- ビル・フリゼール - エレクトリック・ギター、アコースティック・ギター
- チャーリー・ヘイデン - ベース
- ジョーイ・バロン - ドラムス
- ランディ・ブレッカー - フリューゲルホルン(on #3, #5, #6, #8, #10)
- ジム・ピュー - トロンボーン(on #3, #5, #6, #8, #10)
- ジョン・クラーク - フレンチ・ホルン(on #3, #5, #6, #8, #10)